# Olga Hutterova
Olga Hutterova, auch Olga Hutter, (* 28. Dezember 1958 in Zvolen, Tschechoslowakei) ist eine ehemalige slowakisch-österreichische Fußballspielerin und -trainerin.

## Karriere
Hutterova gehörte der Nationalmannschaft der ČSFR an, die am 9. Mai 1990 im Karl-Liebknecht-Stadion im Potsdamer Stadtteil Babelsberg gegen die DDR-Nationalmannschaft spielte. In der einzigen Begegnung beider Verbände erzielte sie beim 3:0-Sieg den Treffer zum Endstand in der 71. Minute.
Nach ihrer Spielerlaufbahn schlug sie die Trainerlaufbahn ein, wobei sie ihre erste Tätigkeit als Cheftrainerin vom 1. Juli 1994 bis zum 30. Juni 2004 beim USC Landhaus Wien ausübte. Anschließend trainierte sie vom 1. September 2004 bis 30. Juni 2010, wie auch interimsweise vom 20. Mai bis zum 30. Juni 2014 den USV Neulengbach.
Währenddessen betreute sie auch die österreichische Frauenfußballnationalmannschaft vom 28. Juni 1998 bis zum 23. September 2006 als Co-Trainerin in insgesamt 30 Länderspielen an der Seite von Ernst Weber, in sechs weiteren als dessen Vertreterin und Teamchefin.

## Erfolge als Trainerin

### USC Landhaus Wien
- Österreichischer Meister 1995, 1997, 2000, 2001
- Österreichischer Cupsieger 1997, 2000, 2001, 2002
- Österreichischer Supercupsieger 2002

### USV Neulengbach
- Österreichischer Meister 2008, 2009, 2010
- Österreichischer Cupsieger 2008, 2009, 2010